# Мека научна фантастика
Мека научна фантастика (на английски: Soft science fiction) е подстил на научната фантастика, който е допълваща противоположност на „твърдата научна фантастика“. Това е термин, с който се описва характера на научното съдържание в научнофантастичните творби. Появява се в края на 70-те и началото на 80-те години на 20 век и означава не „твърдите“ науки (например физика, астрономия, химия), а „меките“, социални науки – антропология, социология, психология, политология и т.н. Използва се и за описване на творби, засягащи в по-голяма степен характерите на героите, обществото или други теоретични идеи и теми, които не са свързани с научни теории. Също така се използва и за произведения, неспазващи точно научните идеи и теории, например при описването на междузвездни пътувания по-бързи от светлината, неследващи общоприети или консервативни теории.
Най-често мека научна фантастика се среща в пост-апокалиптичните, утопичните и антиутопичните творби.

## Представителни автори
- Рей Бредбъри
- Филип Дик
- Франк Хърбърт
- Урсула Ле Гуин